# Rătești, Satu Mare
Rătești (în maghiară Szakasz, în germană Sagass) este un sat în comuna Beltiug din județul Satu Mare, Transilvania, România. Este situat pe DN19A (Supuru de Sus - Satu Mare - Petea) care face parte până în Satu Mare din E81. În anul 2011 avea o populație de 739 locuitori.

## Personalități
- Pál Napholz⁠(hu)[traduceți] (1901-1943), călugăr iezuit

 Acest articol despre o localitate din județul Satu Mare este deocamdată un ciot. Puteți ajuta Wikipedia prin completarea lui.